# Бригіда Шведська
Бригіда Шведська (швед. Birgitta, 1303, Фінстад, Швеція — 23 липня 1373, Рим) — католицька свята, покровителька Європи, засновниця ордену бригідок. Канонізована 7 жовтня 1391 року папою Боніфацієм IX.

## Біографія
Свята Бригіда народилася приблизно 1303 року в Швеції, у княжій родині, її батьки відзначалися релігійністю. В хаті панувала молитовна атмосфера. Невдовзі після народження Бригіда втратила матір, і її віддали на виховання до зичливих тіток.
Дівчинка з дитинства стала калікою. Впродовж перших 3-х років не могла вимовити жодного слова. Але вже тоді Бригіда виявляла незвичайну побожність і у своєрідний спосіб хвалила Бога. Коли до неї повернулась мова, її побожність набрала виразнішої форми. Тоді вона багато часу посвячувала розмові з Богом у молитві. Внутрішні сили були причиною її духовних вправ.
Десятирічною дівчинкою зазнала під час проповіді про Христові Муки особливого просвічення. Найближчої ночі під час сну вона побачила Спасителя, прибитого до Хреста, покритого Ранами, з яких спливала Кров. Рівночасно в неї склалось враження, що якийсь голос промовляв до неї: «Подивись на Мене, дочко». А вона тоді запитала: «Чи то так зневажливо обходжуся з Тобою, Господи?» Христос відповів: «Дорікаю тим, що погорджують Мною і не звертають уваги на мою Любов».
Той сон викликав у Бригіди велике враження і закорінився у її свідомості. Від того часу вона часто роздумувала про Терпіння Ісуса Христа зі сльозами на очах.
Ще дівчинкою була заручена з Ульфом Гудмарссоном. По шлюбі породила 8-ро дітей, а середних свою духовну приємницю св. Катерину, звану Шведською. Приклад Бригіди на родину вплинув більше, ніж її наука.
Господь обдарував Бригіду незвичайними ласками, а серед них яснобаченням.
Всі дані біографії св. Бригіди взято з Біграфії «Життя Святих». П'ятнадцять молитов, об'явлених св. Бригіді, Званих популярно «Таємниця щастя», втішаються віддавна живим зацікавленням багатьох осіб і різних молитовних осередків. Церква апробувала їх, аж тоді вони були опубліковані.

### Таємниця щастя
У 14 столітті жила св. Бригіда Шведська. Вона походила, як свідчить прізвище, зі Скандинавії. Божественний Спаситель обдарував св. Бригіду практикою 15-ти молитов через об'явлення. Факт об'явлення відбувся у столиці християнства, на терені Вічного Міста в той час, коли Свята відвідала славну базиліку св. Павла-Апостола народів.
Практика 15-ти молитов, з огляду на благословення отримала назву «Таємниця щастя». Та особа, яка щоденно відмовляє ці молитви одночасно з молитвами «Отче Наш» і «Богородице Діво», впродовж року відмовить стільки молитов, скільки наш Спаситель отримав ударів під час Своєї Болісної Муки.
З життєпису св. Бригіди довідуємось, що Ісус Христос до об'явлення молитов додав ще незвичайні обітниці на користь тих, які будуть їх відмовляти з глибокою вірою і побожністю. Тут йдеться про великі Божі благодаті, метою яких є щастя людини. Відкриваючи своє серце в контакті з Богом, Ви відкриєте таємницю правдивого щастя. Нехай вона стане змістом Вашого життя.

## Канонізація
- Канонізована 7 жовтня 1391 року папою Боніфацієм IX[3].